# Tina Abdulla
Tina Abdulla (* 20. September 1997 in Skopje, Mazedonien) ist eine norwegische Handballspielerin, die für den dänischen Erstligisten Odense Håndbold aufläuft.

## Karriere

### Im Verein
Abdulla begann das Handballspielen im Jahr 2006 beim norwegischen Verein Kvinnherad HK. In der Saison 2013/14 lief die Außenspielerin im Jugendbereich von Tertnes IL auf. Anschließend schloss sie sich TIF Viking an. Mit der Damenmannschaft von TIF Viking lief sie in der zweithöchsten norwegischen Spielklasse auf.
Abdulla kehrte im Sommer 2016 zum norwegischen Erstligisten Tertnes IL zurück. Mit Tertnes nahm sie in den Spielzeiten 2016/17, 2017/18 und 2019/20 am EHF-Pokal teil. Bis zum Saisonende 2019/20 erzielte Abdulla 234 Treffer in 112 Spielen für Tertnes. Anschließend wechselte die Linkshänderin zum deutschen Bundesligisten Borussia Dortmund. Für Dortmund läuft sie in der Saison 2020/21 in der EHF Champions League auf. Mit Dortmund gewann sie 2021 die deutsche Meisterschaft. Ab dem Sommer 2022 stand sie beim norwegischen Erstligisten Storhamar Håndball unter Vertrag. Mit Storhamar Håndball gewann sie 2024 die EHF European League und den norwegischen Pokalwettbewerb sowie 2025 die norwegische Meisterschaft. Zur Saison 2025/26 wechselte sie zum dänischen Erstligisten Odense Håndbold.

### In der Nationalmannschaft
Abdulla bestritt 30 Länderspiele für die norwegische Juniorinnenauswahl, in denen sie 36 Tore warf. Mit dieser Auswahlmannschaft belegte sie bei der U-19-Europameisterschaft 2015 den sechsten Platz und bei der U-20-Weltmeisterschaft 2016 den fünften Platz. Am 21. November 2018 bestritt sie ihr erstes Länderspiel für die norwegische B-Nationalmannschaft gegen China. Abdulla bestritt insgesamt vier Spiele für die B-Auswahl, in denen sie zehn Treffer erzielte. Am 22. Juli 2023 bestritt sie ihr Länderspieldebüt die norwegische A-Nationalmannschaft.